# Oficial (orden)

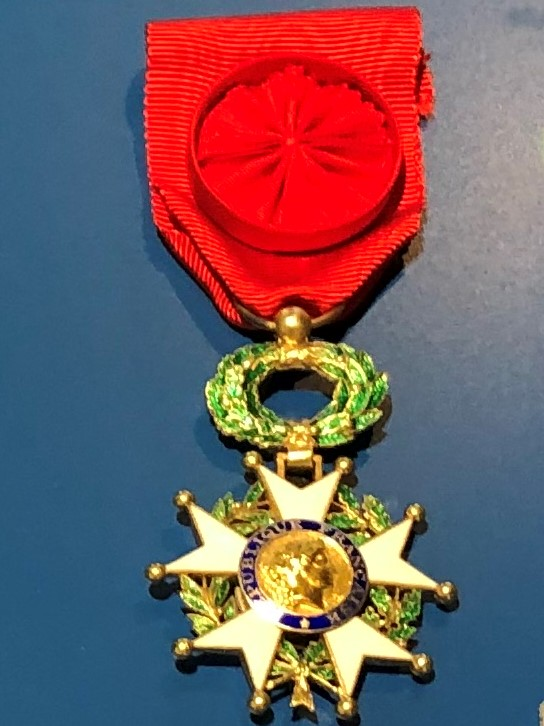
Copia de una insignia de Oficial de la Legión de Honor, expuesta en el Museo de la Moneda de París

El grado de Oficial es una distinción dentro de las órdenes de caballería y honoríficas. Se sitúa entre los grados de Comendador y Caballero, y es otorgada a civiles, militares o extranjeros destacados, según los criterios de cada orden. Las cruces de Oficial se caracterizan por mostrar una roseta en la cinta o gafete. Algunas órdenes lo denominan «Caballero de Primera Clase», aunque protocolariamente este grado corresponda al de Oficial.

## En Francia
El grado de Oficial se apareció por primera vez en la Legión de Honor francesa, creada por Napoleón Bonaparte en 1802. Esta orden estableció una jerarquía en la que el grado de Oficial (Officier) se sitúa entre el de Caballero (Chevalier) y el de Comendador (Commandeur). El grado de Oficial se otorga a hombres y mujeres, ya sean franceses o extranjeros, por méritos extraordinarios realizados dentro del ámbito civil o militar en ese país, tras haber sido previamente distinguidas como Caballeros. Para ascender a Oficial, se requiere un mínimo de ocho años desde la concesión del grado de Caballero.

## En Iberoamérica
En Iberoamérica, diversas órdenes honoríficas incluyen el grado de Oficial, distinción otorgada tanto a nacionales como a extranjeros por méritos excepcionales en ámbitos como el servicio público, la diplomacia, la cultura o la defensa. A continuación, se presentan algunas órdenes iberoaméricas que incluyen este grado:
- Orden de Mayo
- Orden del Libertador San Martín
- Orden al Mérito
- Orden de Boyacá
- Orden de San Carlos
- Orden Nacional al Mérito
- Orden del Quetzal[3]
- Orden Imperial del Águila Mexicana (extinguida)
- Orden El Sol del Perú[4]
- Orden Heráldica de Cristóbal Colón
- Orden al Mérito de Duarte, Sánchez y Mella
- Orden del Libertador (derogada)

## Galería

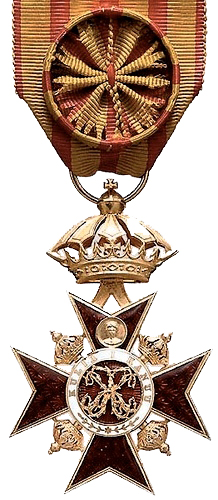
Cruz de Oficial de la Orden de Kapiolani
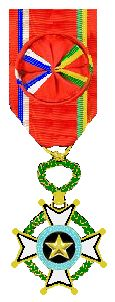
Cruz de Oficial de la Orden del Mérito (República Centroafricana)
Medalla de Oficial de la Orden al Mérito de Chile
Medalla de Oficial tipo 1 de la Legión de Honor
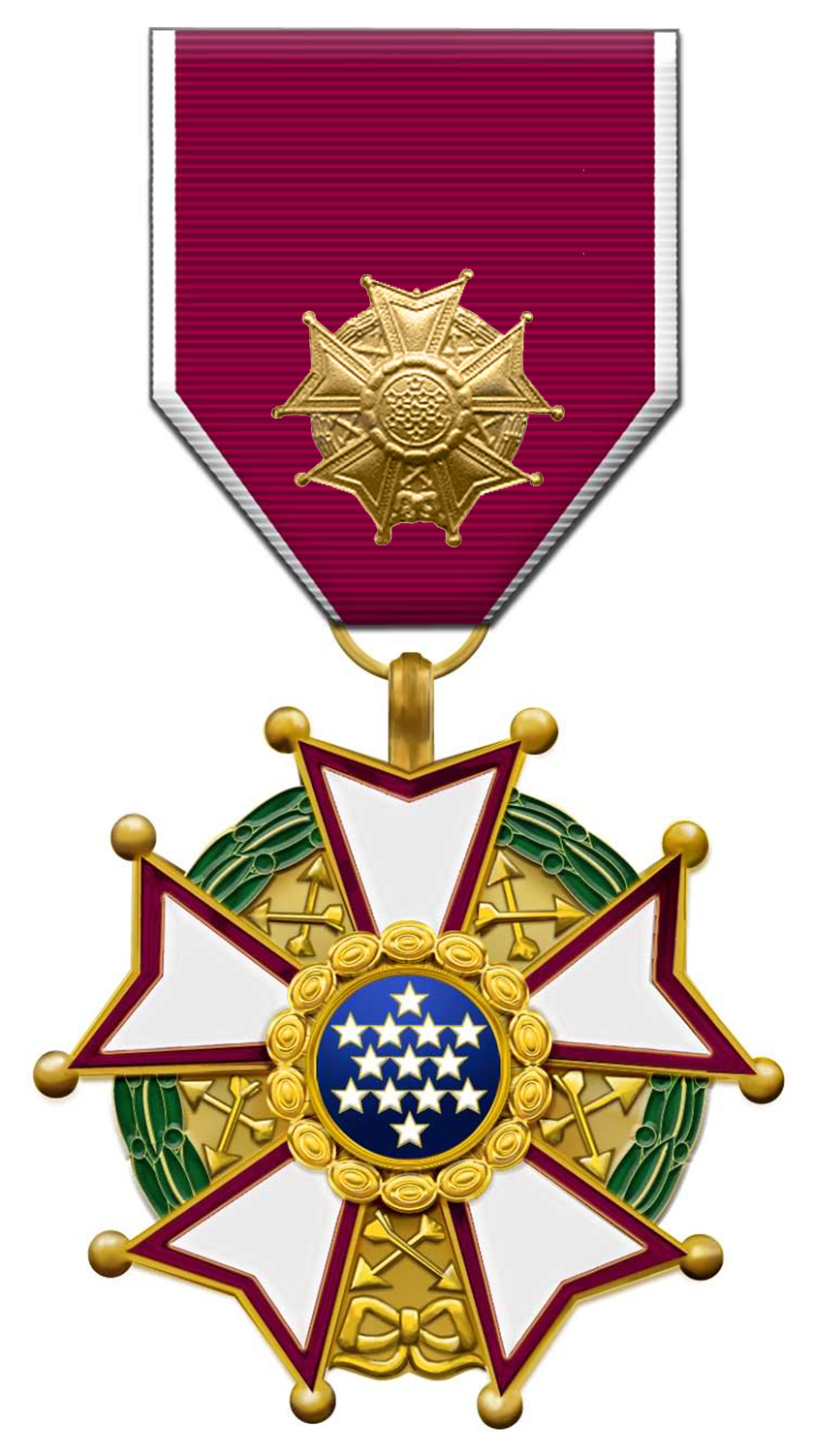
Medalla de Oficial de la Legión al Mérito (Estados Unidos)